# Future Weather

Future Weather est un  film dramatique écrit et réalisé par Jenny Deller, sorti en 2012.

## Synopsis
L'obsession d'une adolescente abandonnée par sa mère pour les problématiques écologistes.

## Fiche technique
Sauf indication contraire, les informations mentionnées dans cette section peuvent être confirmées par la base de données cinématographiques IMDb,  présente dans la section « Liens externes ».
- Réalisation et scénario : Jenny Deller
- Direction artistique : Noah Grant-Levine
- Décors : Gino Fortebueno
- Costumes : Amy Roth, Kelly Le Vine
- Photographie : Zak Mulligan
- Montage : Shelby Siegel
- Production : Jenny Deller, Kristin Fairweather
- Sociétés de production : Future Weather Productions, Present Pictures
- Pays de production :  États-Unis
- Langue originale : anglais
- Format :  couleurs (Red One Camera) - 2.35 : 1
- Genres :  drame
- Durée : 100 minutes
- Dates de sortie en salles :
  - États-Unis : 29 avril 2012 (Festival du film de Tribeca) ; 9 juin 2012 (Festival international du film de Seattle) ; 1er mars 2013 (sortie à New York)

## Distribution
- Perla Haney-Jardine : Lauduree
- Lili Taylor : Ms. Markovi
- Amy Madigan : Greta
- Marine Ireland : Tanya
- William Sadler : Ed

## Accueil
Roger Ebert a décerné au film trois étoiles et demi.

## Distinctions
- Festival du film de Philadelphie (2012) : Lauréat ("Best Local Feature")
- Festival du film de Napa Valley (2012) : Lauréat du prix du jury du meilleur film de fiction
- Festival international du film des Hamptons (2012) : Lauréat du prix Alfred P. Sloan Fondation (Science et Technologies)